# Мост Острова Рузвельт
Мост О́строва Ру́звельт — лифтовой мост, находящийся в Нью-Йорке и соединяющий остров Рузвельт с районом Астория в округе Куинс. Проложен через восточный канал Ист-Ривер. Мост является единственным пешеходным путём к острову Рузвельт.
Строительство моста началось 17 марта 1952 года и обошлось 6,5 млн долларов. Мост открылся 18 мая 1955 года как мост Острова Уэлфер. Имя было изменено на мост Острова Рузвельт в 1973 году.
В открытом положении мост позволяет проходить судам до 30 метров высотой. Он 12 метров шириной, а его полная длина, включая подходы, составляет 877 метров. Длина главного пролёта составляет 127 метров.
Прежде чем мост был построен, единственный способ, которым транспортные средства могли попасть на остров, был путь через подъёмник на мосту Куинсборо.
В 2001 году департамент транспорта Нью-Йорка рассматривал возможность преобразования моста Острова Рузвельт в неподвижный мост, что уменьшило бы стоимость его обслуживания. Мост редко открывается, потому что проходящие мимо острова суда обычно следуют западным каналом Ист-Ривер. Большинство открытий моста происходит в сентябре во время Генеральной Ассамблеи Организации Объединенных Наций, когда западный канал закрыт из соображений безопасности.

## Примечание
1. 1 2  Факты о мосте. Департамент транспорта города Нью-Йорка. Дата обращения: 27 февраля 2010. Архивировано из оригинала 4 мая 2010 года.
2. ↑  Welfare Island Gets Own Bridge; $6,500,000 Link With Long Island City Is Opened by Jack and Lundy. The New York Times. 19 мая 1955. p. 33. Архивировано 15 сентября 2009. Дата обращения: 15 августа 2009.
3. 1 2  Lippincott, E.E. (14 января 2001). Neighborhood Report: Roosevelt Island; ... and a Recommendation to Make Its Only Bridge an Immovable Object. The New York Times. Архивировано 1 сентября 2019. Дата обращения: 15 августа 2009.
4. ↑  Guide to Civil Engineering Projects In and Around New York City (англ.). — 2nd. — Metropolitan Section, American Society of Civil Engineers, 2009. — P. 45.
5. ↑  Мост острова Рузвельт. Департамент транспорта города Нью-Йорка. Дата обращения: 27 февраля 2010. Архивировано из оригинала 9 июня 2008 года.